# Islote de Albay
Albay,
es una isla situada en Filipinas, adyacente a la de Paragua, en el grupo de Balábac.
Administrativamente forma parte del barrio del mismo nombre  del municipio filipino de Balábac  de tercera categoría perteneciente a la provincia  de Paragua en  Mimaro,  Región IV-B de Filipinas.

## Geografía
Esta isla, adyacente a la de  Balábac se encuentra situada al norte de  la misma en el canal que la separa de la isla de Ramos donde se encuentra el Islote de Sanz. El canal se abre hacia Puerto Ciego entre los cabos de Iranzo, al norte, y de Padre, al sur, donde se encuentra  el islote de Paz.
Situada en el centro de la bahía de Candaramán, que separa las islas de Ramos de la de Balábac, dista escasos 200 metros de la costa del barrio de Salang.
En esta bahía también se encuentra el Islote de Sanz,   2.560 metros a poniente. Cabo Andeuro cierra a levante en canal donde  está la isla de Caxisigán (Matangala Island) ya en el Estrecho del Norte de Balábac.
La isla tiene una extensión superficial de aproximadamente 0,30 km², 380 metros de largo, en dirección norte-sur, y unos 290 metros de ancho.

## Historia
Balábac formaba parte de la provincia española de  Calamianes, una de las 35 del archipiélago Filipino, en la parte llamada de Visayas. Pertenecía a la audiencia territorial  y Capitanía General de Filipinas, y en lo espiritual a la diócesis de Cebú.
De la provincia de Calamianes se segrega la Comandancia Militar del Príncipe, con su capital en Príncipe Alfonso, en honor del que luego sería el rey Alfonso XII, nacido en 1857.